# BMW N43
Con la sigla BMW N43 si intende una piccola famiglia di motori a combustione interna alimentati a benzina prodotti dal 2007 al 2014 dalla casa automobilistica tedesca BMW.

## Descrizione
Questa famiglia di motori è destinata ad affiancare ed in seguito a sostituire le famiglie N45 ed N46. Di queste ultime, la famiglia N43 riprende svariate caratteristiche, tra cui:
- architettura a 4 cilindri in linea;
- testata a 4 valvole per cilindro;
- distribuzione a due assi a camme in testa;
- presenza del sistema di fasatura variabile doppio Vanos.

Dalla famiglia N46 viene ripreso inoltre il sistema di fasatura continua Valvetronic.
La novità proposta dalla famiglia N43 è costituita dall'alimentazione ad iniezione diretta, denominata HPI (High Precision Injection), che assicura una migliore combustione della miscela aria/benzina all'interno delle camere di scoppio.
La piccola famiglia N43 è costituita da una versione da 1.6 litri e da uno da 2 litri, quest'ultimo disponibile in tre varianti di potenza.

### Versione da 2 litri
La versione da 2 litri è ripresa dal 2 litri N46, di cui conserva le dimensioni, per cui le misure di alesaggio e corsa sono di 84x90 mm e la cilindrata totale è di 1995 cm³. Si tratta della prima versione tra i motori N43 ad esordire.
Ecco di seguito le caratteristiche delle tre versioni.

#### Variante di base
La variante di base è stata introdotta nel corso del 2009, inizialmente solo in alcuni mercati, tra cui quello tedesco. Essa va a sostituire in tali mercati il 1.6 N43 illustrato più avanti. Di questo motore viene mantenuta la stessa potenza, 122 CV a 6000 giri/min, perciò si tratta di un 2 litri molto depotenziato. Ne giova però la coppia motrice, sensibilmente superiore a quella fornita dal precedente 1.6. Tale coppia tocca il suo apice a 185 Nm a 3000 giri/min. Questo motore viene montato nelle BMW 116i E81/E87. In mercati come quello italiano, però, tale motore non viene utilizzato e la 116i prevista per questi mercati monta ancora il 1.6 N43.

#### Variante intermedia: N43B20 M1
Questa sigla indica il propulsore di livello intermedio, che raggiunge i 143 CV a 6000 giri/min ed i 190 Nm a 4500 giri/min. Tale propulsore viene montato su:
- BMW 118i E87 (2007-11);
- BMW 118i E81 (2007-11);
- BMW 118i Cabrio E88 (2008-12);
- BMW 318i E90/E91 (2007-12).

#### Variante di punta: N43B20 O1

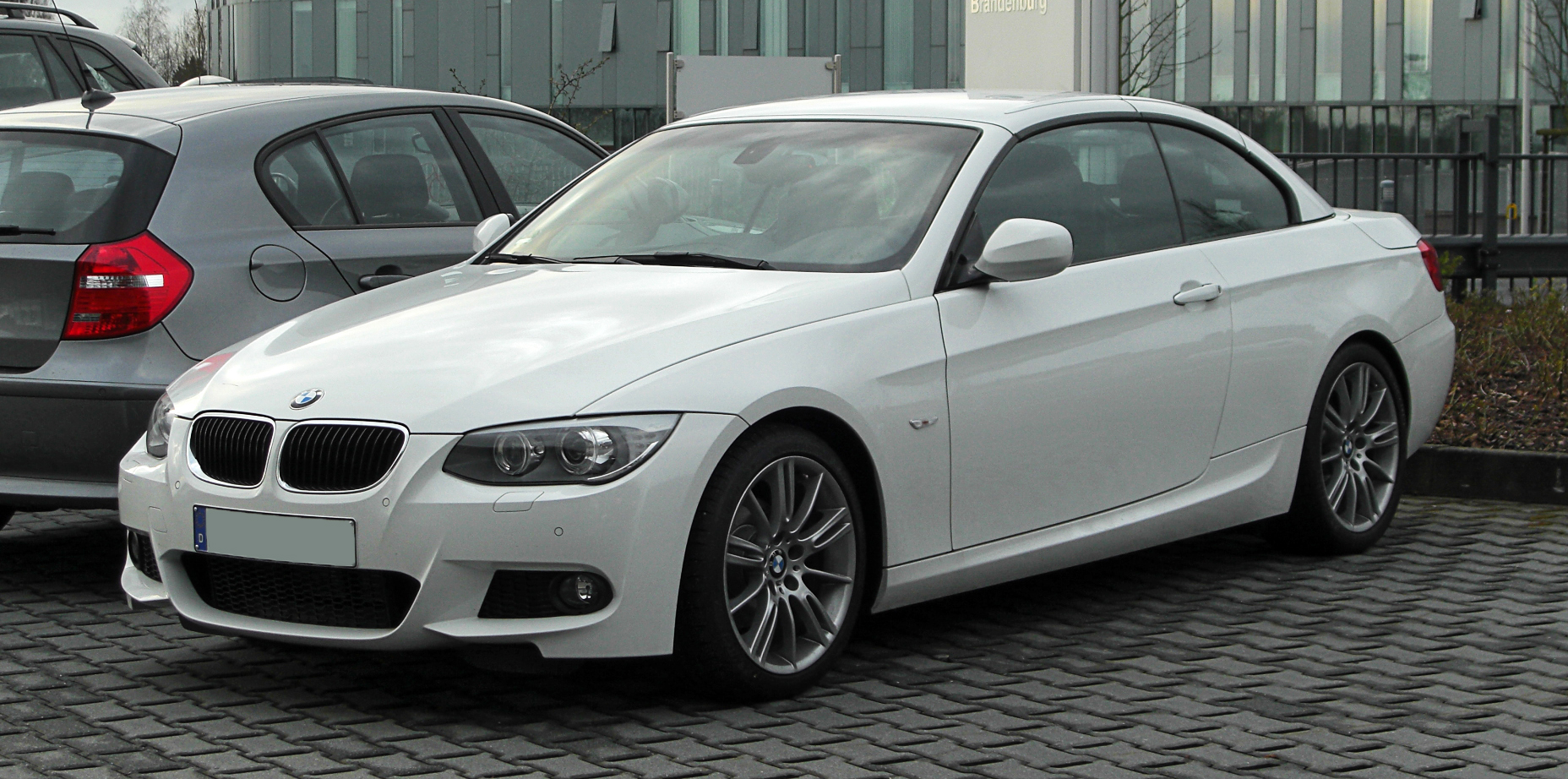
BMW 320i E93 Cabriolet M-Sport del 2011 dotata del motore N43

Questa è invece la versione più prestante delle tre, ed arriva a 170 CV a 6700 giri/min, con un picco di coppia pari a 210 N·m a 4250 giri/min. Questo motore trova applicazione su:
- BMW 120i E81/E87 (2007-11);
- BMW 120i Coupé E82 (2009-13, non prevista per l'Italia);
- BMW 120i Cabriolet E88 (2008-13);
- BMW 320i E90/91/92 (2007-12);
- BMW 320i E93 (2007-14);
- BMW 520i E60/E61 2.0i (2008-10).

### Versione da 1.6 litri: N43B16 O0
La versione da 1.6 litri della famiglia N43 ha debuttato invece nel 2007. Questo 1.6 va a sostituire il precedente 1.6 della famiglia N45, rispetto al quale è completamente nuovo e riprende le tecnologie introdotte dal 2 litri N43 appena illustrato.
Il nuovo 1.6 ha una cilindrata di 1597 cm³ ed è stato proposto in una sola variante, siglata N43B16O0, la quale vanta un rapporto di compressione pari a 12:1, una potenza massima di 122 CV a 6000 giri/min ed un picco di coppia di 160 N·m a 4250 giri/min. Le sue applicazioni si limitano alle BMW 116i E87 ed E81 (cioè la 5 porte e la 3 porte) prodotte dal 2007 al 2011. Questo motore viene sostituito, come già spiegato, da una variante molto depotenziata del 2 litri della stessa famiglia, ma almeno inizialmente solo in alcuni mercati.